# Wilford Brimley
Anthony Wilford Brimley (Salt Lake City, 27 settembre 1934 – St. George, 1º agosto 2020) è stato un attore e stuntman statunitense.

## Biografia
Nacque a Salt Lake City, dove suo padre era un agente immobiliare. Prima di divenire un attore lavorò nei rodei come cowboy, quindi fece il maniscalco e poi la guardia del corpo per Howard Hughes. Dopo aver a lungo ferrato i cavalli per film e spettacoli televisivi, iniziò a lavorare in film western come stuntman su incoraggiamento del suo amico Robert Duvall.
La sua prima interpretazione come caratterista fu in Diritto di cronaca (1981), in cui interpretò il ruolo dell'assistente del Procuratore federale James A. Wells. Brimley partecipò alla popolare serie televisiva degli anni settanta Una famiglia americana nella parte di Horace Brimley, un abitante del Monte Walton, dal 1974 al 1977.
Divenuto famoso per interpretazioni in film come Hotel New Hampshire (1984), Country (1984), La cosa (1982) di John Carpenter, Cocoon - L'energia dell'universo (1985) e Il socio (1993), nel 2001 partecipò al film tv Fuoco incrociato, insieme a Tom Selleck. Ebbe un ruolo importante nel film Sindrome cinese (1979). Spesso interprete di uomini burberi e anziani, come ad esempio nella serie televisiva degli anni ottanta Vita col nonno, apparve anche in spot pubblicitari.
Seguace della Chiesa dei Santi degli ultimi giorni, nel 1956 sposò l'attrice Lynne Bagley, deceduta nel 2000, da cui ebbe quattro figli maschi: Bill, Jim, John e Lawrence Dean. Affetto da diabete mellito di tipo 2, sostenne la ricerca sulla malattia. Politicamente vicino al partito repubblicano, in particolare a John McCain, morì il 1º agosto 2020.

## Filmografia parziale

### Cinema
- Sindrome cinese (The China Syndrome), diretto da James Bridges (1979)
- Il cavaliere elettrico (The Electric Horseman), regia di Sydney Pollack (1979)
- Brubaker, regia di Stuart Rosenberg (1980)
- L'uomo del confine (Borderline), regia di Jerrold Freedman (1980)
- Diritto di cronaca (Absence of Malice), diretto da Sydney Pollack (1981)
- La cosa (The Thing), diretto da John Carpenter (1982)
- Avventurieri ai confini del mondo (High Road to China), regia di Brian G. Hutton (1983)
- Tender Mercies - Un tenero ringraziamento (Tender Mercies), regia di Bruce Beresford (1983)
- Dieci minuti a mezzanotte (10 to Midnight), regia di J. Lee Thompson (1983)
- Il duro più duro (Tough Enough), regia di Richard Fleischer (1983)
- Harry & Son, regia di Paul Newman (1984)
- Hotel New Hampshire, diretto da Tony Richardson (1984)
- Il migliore (The Natural), diretto da Barry Levinson (1984)
- Country, regia di Richard Pearce (1984)
- Il mio nome è Remo Williams (Remo Williams: The Adventure Begins), regia di Guy Hamilton (1985)
- Cocoon - L'energia dell'universo (Cocoon), regia di Ron Howard (1985)
- Sciacalli (American Justice), regia di Gary Grillo (1986)
- Fine della linea (End of the Line), regia di Jay Russell (1987)
- Cocoon - Il ritorno (Cocoon: The Return), regia di Daniel Petrie (1988)
- Il socio (The Firm), diretto da Sydney Pollack (1993)
- Senza tregua (Hard Target), regia di John Woo (1993)
- Fuga dalla Casa Bianca (My Fellow Americans), regia di Peter Segal (1996)
- In & Out, diretto da Frank Oz (1997)
- L'estate delle scimmie (Summer of the Monkeys), regia di Michael Anderson (1998)
- Progeny - Il figlio degli alieni (Progeny), regia di Brian Yuzna (1999)
- Brigham City, diretto da Richard Dutcher (2001)
- Che fine hanno fatto i Morgan? (Did You Hear About the Morgans?), diretto da Marc Lawrence (2009)

### Televisione
- Una famiglia americana (The Waltons) – serie TV, 10 episodi (1974-1977)
- Alla conquista dell'Oregon (The Oregon Trail) – serie TV, episodio 1x01 (1977)
- Assassinio nello spazio (Murder in Space), regia di Steven Hilliard Stern – film TV (1985)
- Il ritorno degli Ewoks (Ewoks: The Battle for Endor), diretto da Jim e Ken Wheat – film TV (1985)
- Vita col nonno (Our House) – serie TV, 46 episodi (1986-1988)
- Fuoco incrociato (Crossfire Trail) – film TV (2001)

## Doppiatori italiani
Nelle versioni in italiano delle opere in cui ha recitato, Wilford Brimley è stato doppiato da:
- Renato Mori in La cosa, Tender Mercies - Un tenero ringraziamento, Il migliore
- Sergio Fiorentini in Brubaker, Harry & Son, Cocoon - L'energia dell'universo
- Mario Bardella in Dieci minuti a mezzanotte, Country
- Angelo Nicotra in In & Out, Che fine hanno fatto i Morgan?
- Glauco Onorato in Sindrome cinese
- Mario Milita in Avventurieri ai confini del mondo
- Bruno Alessandro in Hotel New Hampshire
- Silvio Spaccesi in Il mio nome è Remo Williams
- Marcello Tusco in Vita col nonno
- Sergio Rossi in Cocoon - Il ritorno
- Sandro Sardone ne Il socio
- Sergio Tedesco in Fuoco incrociato
- Gino Pagnani in Senza tregua
- Bruno Slaviero in Fuga dalla Casa Bianca
- Dario De Grassi in Progeny - Il figlio degli alieni